# Amuro Namie
Namie Amuro (安室奈美恵; Hepburn: Amuro Namie; 1977. szeptember 20. –) japán énekes, színésznő, divatikon.

## Élete és zenei karrierje

### Gyermekkor és sztárrá válás
Amuro 1977. szeptember 20-án született az okinavai Naha városában. Édesanyja nevelte, mivel szülei négyéves korában elváltak. Anyja egy óvodában dolgozott valamint bárokban hosztesszkedett, hiszen három gyermekről kellett gondoskodnia. Szegénységben nőtt fel, de ez nem akadályozta meg abban, hogy nagyot álmodjon, bár nem az volt a célja, hogy énekes legyen, de édesanyja e téren mindenben támogatta. 12 éves korában fedezték fel, miközben egy barátját látogatta meg. Makino Maszajuki figyelt fel a lány kivételes tehetségére és sikerült rávenni a lányt, hogy iratkozzon be iskolájába, a Okinawa Actors Schoolba. Két évvel később helyet kapott egy igen kezdetleges lánycsapatban, a Super Monkey’sban öt másik lánnyal együtt. 1992. szeptember 16-án debütáltak a Toshiba-EMI kiadópárosnál. Debütálásuk után egy évvel Amuro felköltözött Tokióba, amit anyja igencsak ellenzett.
A Super Monkey’s igen eredménytelennek bizonyult és a tagok is jöttek-mentek. 1994-ben megváltoztatták a nevüket Amuro Namie with Super Monkey’sra, hogy ezzel is kiemeljék Amuro kulcsszerepét a csapaton belül. A csapat még egy utolsó nekifutással, de megjelentette ötödik kislemezét 1995. január 25-én Try Me (vatasi vo sindzsite) címen Macuura Max producerkedésével. Ez volt az első és egyben utolsó top 10-es daluk. A többi tag ezentúl már csak háttértáncos volt Amuro mögött. Miután Amuro kilépett a többi négy tag csapatot alapított MAX néven az Avexnél. A fiatal énekesnő még két kislemezt készített a Toshiba-EMI alatt, majd 1995 októberében átigazolt az Avex Traxhez.

### 1995-1997: SikeresAvex Trax-debütálás
Még ebben a hónapban megjelent a debütáló Avex-kislemeze, a Body Feels Exit. A kislemez nagyon sikeresnek bizonyult. A második kislemeze két hónappal később jelent Chase the Chance címmel és ez lett az első milliós eladásokat produkáló korongja. 1995-ben Golden Arrow díjat nyert a fiatal énekesnő.
1996 első felében csak úgy jöttek egymás után a nagyobbnál nagyobb slágerek és milliós eladásokkal bíró kislemezek: Don’t Wanna Cry, You’re My Sunshine. Négy igen sikeres kislemez után itt volt az ideje egy még sikeresebb stúdióalbumnak. A Sweet 19 Blues 1996. július 22-én jelent meg, és több, mint 3 millió eladott példányszámban kelt el. Novemberben kiadta az A Walk in the Park című kislemezét, ami szintén milliós eladást produkált. 1996 vége felé, 17 évesen megnyerte a Japan Record Awards fődíját a Don’t Wanna Cry című daláért. Ezzel ő lett a legfiatalabb énekesnő, aki ilyen díjat birtokolhat.
Az 1997-es év egy új kislemezzel indult, amit Can You Celebrate?-re kereszteltek. Februárban jelent meg, és csak az első héten 8 ezer darab talált gazdára, sőt 40 hétig szerepelt a listán, amivel a mai napig a legsikeresebb kislemeze. Újabb kislemez, a How to Be a Girl után, újabb album következett, ami Concentration 20 címmel dobtak piacra, és elkezdődött a nyári turnéja is. Az év végén ismét elnyerte a Japan Record Awards fődíját, ezúttal a Can You Celebrate? című daláért.

### 1998–2001: Visszatérések sorozata
Körülbelül egy év után tért vissza a zeneiparba egy új kislemezzel, az I Have Never Seennel. Sikerült újabb televíziós fellépéseket kapnia, így újra magára talált. Az új kislemez az első helyre tornázta fel magát az Oricon eladási listáján.
Következő kislemeze Respect the Power of Love címen jelent meg 1999. március 17-én. Egy héttel később az aktuális kislemez megjelent, a listán a második helyen, ezzel az első-helyezések sorozata is megtört. Vissza akart vonulni, de ezúttal végleg, amiben nagy szerepet játszott anyja halála is. Akkor azonban valami történt: rajongói levelek tízezrei érkeztek hozzá, részvétet és buzdítást tolmácsolva az énekesnőnek, akit nagyon meglepett, hogy ennyien szeretik és biztatják.
A harmadik visszatérésre nem kellett sokat várni, hisz a Toi et Moi kislemeze 1999 júliusában jelent meg. A dalt felhasználták a Pokémon 2000 – Bízz az erőben! animefilmhez. Ezután jött is a Something ’Bout the Kiss kislemeze, melyben a híres amerikai hiphop/R&B producerrel, Dallas Austinnal dolgozott együtt. Nagyon sok munka árán, de elkészült negyedik stúdióalbuma is, a Genius 2000, és pozitív kritikák egész sorát kapta. 2000 első felét turnézással töltötte, majd a turné után, júliusban megjelent Never End című kislemeze. A korongból több, mint 600 ezer darabot adtak el, de még így is az Oricon-lista második helyén végzett.
Decemberben megjelent ötödik stúdióalbuma Break the Rules címmel. A kritikusok szerint az album nem hozta a várt szintet, s csupán 334 520 eladást produkált, ami nagy visszalépés az előző albumokhoz képest. Augusztusban kijött 19. kislemeze, a Say the Word, melyben az énekesnő először segédkezett egy dal megírásában.
Nem sokkal rá Amuro az akkortájt nagy népszerűségnek örvendő hiphopcsapat, az m-flo frontemberével, Verballal dolgozott együtt, aki hasznos tanácsokkal látta el, a popról az R&B-re való zenei áttérést illetően. Az együttműködés gyümölcse a Lovin’ It című dal, s ezután Amuro és producere, Komuro Tecuja útjai elváltak.

### 2002-2006: Eladások csökkenése, de ismét a csúcson és aSuite Chicprojekt

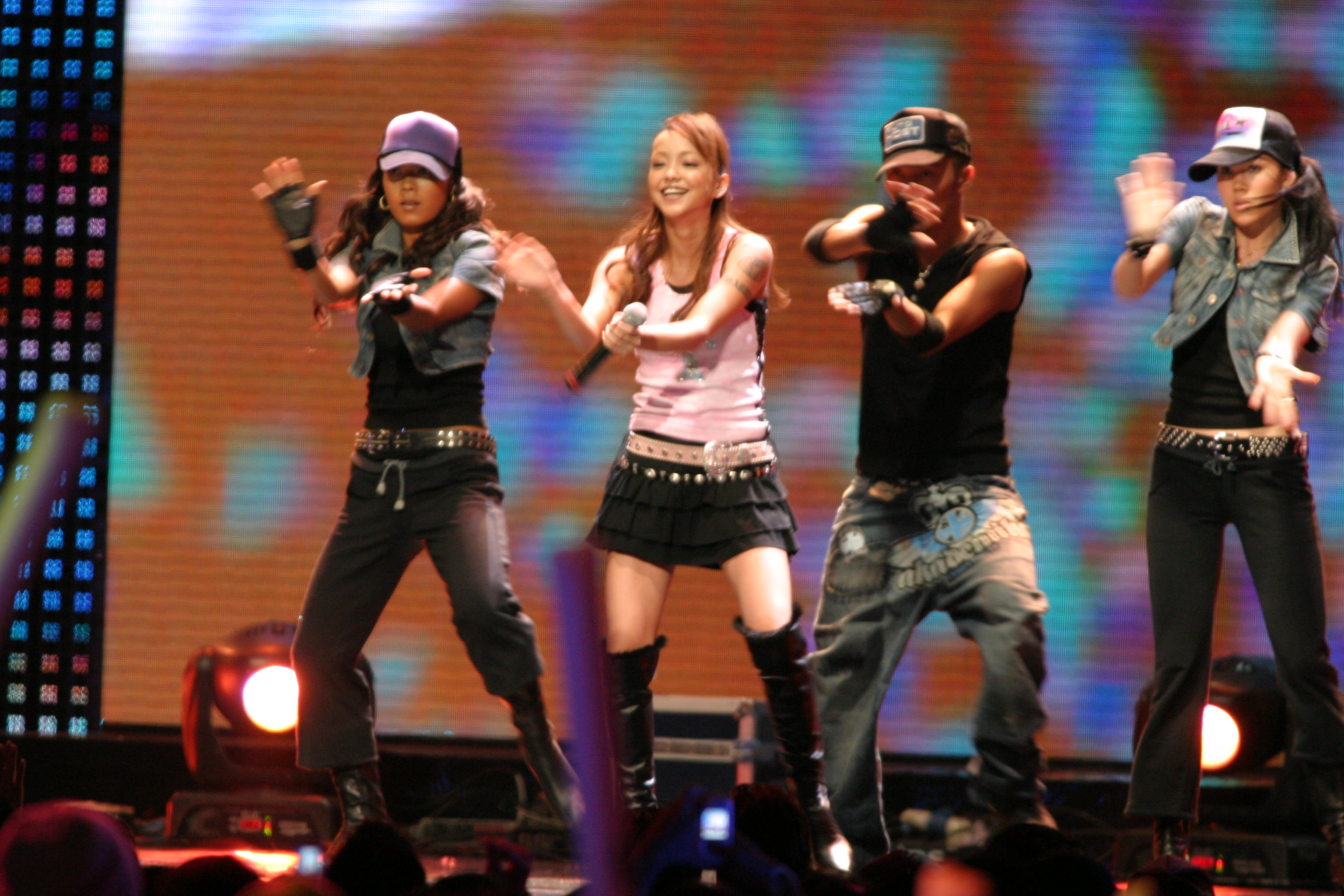
Amuro a Girl Talk című dal előadása során a 2005-ös MTV Asia Aiden

2002. március 13-án jött ki a Love Enhanced Single Collection című válogatásalbuma. Szeptemberben megjelent a Wishing on the Same Star nevezetű kislemeze, amivel a második helyig küzdötte fel magát az Oricon-listán.
2002 decemberében teljesen belekerült a japán R&B zenei irányzatba, s ezzel kezdetét vette a Suite Chic projekt. 2003-ban jött ki a Shine More kislemez. Az utána lévő kislemezek a Put ’Em Up és a So Crazy/Come már igazi amerikai producerek Dallas Austin és a Full Force munkáit dicsérik. A Come című dalát felhasználták az InuYasha című japán animében. Három év után végre egy újabb stúdióalbumot hallgathattak a rajongók, hiszen 2003 novemberében kijött az igencsak nyugati hangzású Style. A korongot nem fogadta jól a rajongótábor, hisz az Oricon-listán csak a negyedik helyet tudta megszerezni. A Suite Chic projekt keretei között még megjelentetett egy albumot és remix-albumot, mielőtt a projekt végleg befejeződött volna.
Turnét turnét követett, ázsiai állomásokkal (Tajpej, Tajvan és Szöul), majd megjelent az All For You. A lemez igaz csak a hatodik, de a duplája fogyott belőle, mint a legutolsó kislemeznek. Augusztusban megjelent a szintén amerikai R&B-hangzású kislemez, a Girl Talk/The Speed Star. A siker váratlan: három napig első helyezést kaptak a dalok. Öt éven belül erre nem volt példa, hogy megint első legyen valamelyik kislemezével. A korong megtette, amit elvártak tőle: visszarepítette a csúcsra. 2005 májusában megjelent a Want Me, Want Me nevezetű kislemeze, ami a második helyig meg sem állt a listán.
Nyáron az MTV Video Music Awards Japanen a negyedik alkalommal nyert díjat, és ő az egyetlen olyan előadó, aki négy éven keresztül mindig hazavitt valamilyen díjat az MTV VMAJ-ről: "Inspiration Award Japan" 2002-ben, "Best Collaboration" 2003-ban, "Best R&B Video" 2004-ben és 2005-ben a "Most Impressive Asian Artist" díj.
2005 júliusában megjelent hatodik stúdióalbuma, a Queen of Hip-Pop. Az MGM Studiosszal való megegyezés értelmében, Amuro Namie megkapta a Rózsaszín Párducot és annak szerzői jogának ideiglenes felhasználását, albuma a kabalafigurájaként. Sőt, csak az album kedvéért egy lány párducot is rajzoltak a készítők. Az album a második helyen kezdett a listákon. Öt éven belül a legjobban fogyó albuma lett, még az előző hármat is meghaladta.
Rögtön utána, a Sin City – A bűn városa című filmhez járult hozzá, hogy levetítsék a japán mozikban is. Miután látta a filmet, Amuro ajánlatot tett, hogy szívesen elénekelné a film betétdalát. Azonnal igen volt rá a válasz felsőbb körökből. Amikor a rendező Robert Rodríguez meghallotta Amuro elgondolását egy betétdalról, egyből érdekelte a téma. Egy dupla A-oldalas-kislemez látott napvilágot White Light/Violet Sauce címen 2005 november 16-án. A rajongóknak szánt kis karácsonyi ajándékként fogható fel a Filmography 2001-2005 című DVD, amin csak videóklipek vannak, összesen tizenkettő.
2006 március 17-én megjelent az újabb dupla A-oldalas-kislemez, a Can’t Sleep, Can’t Eat, I’m Sick/Ningjó, ami a második helyet érte el az Oricon-listán. Augusztusban útjára indult a Namie Amuro Best Tour: Live Style 2006 nevezetű turnéja.

### 2007–2009: Ismét növekvő népszerűség,Best FictionésPast Future
2007 január 24-én jelent meg 30. kislemeze Baby Don’t Cry címmel, amit felhasználtak a Himicu no hanazono című japán drámában. A listákon a harmadik helyig meg sem állt a korong. A 2007-es évben a RIAJ-listáján a hetedik helyet foglalta el, és több, mint egymillióan töltötték le digitálisan. 31. kislemeze, a Funky Town 2007 április negyedikén került a boltokba. A dalt a Lipton Limone termék reklámjához is felhasználták, amiben maga az énekesnő is szerepelt. Két ilyen reklám született.
Július 27-én megjelent hetedik stúdióalbuma Play címmel. A korongon összesen 12 dal szerepel, igaz csak 4 új, de előrevetítette új zenei stílusát. A Top Secret című dalát felhasználták a Szökés második évadához Japánban. A korong az Oricon-listán az első helyen szerepelt. Utoljára 2000-ben volt ennyire sikeres albuma, a Genius 2000. A Play albumában 7 év után, egy újabb listavezető korongot köszönthettünk. 2008 februárjában útjára indult a Namie AMuro Play Tour 2007 nevezetű turnéja, ahol összesen 53 állomáson lépett fel az énekesnő. Később további 12+2 ráadás (Tajpej, Tajvan) koncertet adott a Namie AMuro Play More! Tour 2008 keretei között.
2008 az az év, amikor Amuro végleg visszatért a sikerhez. A 2008-as év első kislemeze, a 60s 70s 80s lett, ami összesen három új dalt tartalmaz: New Look, Rock Steady, What A Feeling. Mindhárom dal feldolgozás és az 1960-as, az 1970-es és az 1980-as éveket eleveníti meg. A számok egyébként egy kozmetikai termékcsalád, a Vidal Sassoon reklámjai alatt mentek. A korong a második helyről az elsőre ugrott a listákon, és egy hétig uralta. Ezzel egy újabb rekordot döntött meg, hiszen kilenc éve nem volt ilyen jól fogyó kislemeze, mint akkor az I Have Never Seen. Közel 300 000 darab talált gazdára az Oricon-listák szerint.
2008 július 30-án jelent meg harmadik válogatásalbuma Best Fiction címmel. Ezen a korongon a 2002-es Wishing on the Same Startól kezdve a 2008-as kislemezig, a 60s 70s 80s-ig megtalálhatóak dalai. Plusz két új dallal (Do Me More, Sexy Girl) karöltve. A Sexy Girlt az Otome no Punch drámában használták fel, a másik dalt meg a Vidal Sassoon reklámokban lehet hallani. Egy hét alatt 681 000 darabot adtak el az albumból, ami példátlan siker abban a hónapban. Három héten belül egymillió példány talált gazdára. Az album végül hat héten keresztül volt folyamatosan listavezető, amire a japán lemezeladások történelmében 14 éve nem volt példa. A Best Friction 50. Japan Record Awardson elnyerte az év albumának járó díjat. 2008. október 25-én kezdte meg Namie Amuro Best Friction Tour 2008-2009 nevezetű turnéját, mely összesen 60 állomásból, plusz kettő-kettő tajpeji és sanghaji koncertből állt.
2009. január 20-án jelentették be, hogy Amuro újra szerepet vállalt a Vidal Sassoon reklámkampányában, majd január 21-én bejelentették 33. kislemezét, a Wild/Dr.-t, ami március 18-án jelent meg. A Wild című dala a Coke Zero Wild Health nevezetű reklámjában hallható. A kislemez szintén az első helyre került az Oricon-listán. Októberben pedig újabb Vidal Sassoon reklámokban volt látható Amuro, aminek a betétdalait is ő énekelte (Copy That, My Love). Később pedig a McDonald’s Big Mouth nevezetű reklámban szerepelt.
December 16-án jelent meg kilencedik stúdióalbuma, a Past Future. Az új albumból körülbelül fél millió példány talált vevőt. 2010 áprilisában elindította nagyszabású kilenc hónapig tartó országos turnéját.

### 2010–2011:Checkmate!és aLive Style 2011turné
2010 május 18-án Monacóba ment, ahol a World Music Awardson átvehette a legjobb ázsiai előadó díjat, amit Paris Hilton adott át neki. A díjátadón fellépett a Hide and Seek című sikerszámával.
Július 28-án jelent meg 34. kislemeze, a Break It/Get Myself Back. A Break It az új Coca Cola Zero reklámdala lett. A kislemez a harmadik helyezést érte az Oricon-listán, és mindkét dal nagyon jól szerepelt a RIAJ-listán is.
December 25-én jelent meg az új koncert turné DVD-je namie amuro PAST
2011 április 27-én megjelent ötödik válogatásalbuma Checkmate címmel. Az album négy új számot tartalmaz: Make It Happen feat. After School, Unusual feat. Yamashita Tomohisa, 'Wonder Woman feat. Ai & Anna Tsuchiya, #1 feat. Kawabata Kaname (Chemistry). Ez eredeti megjelenési dátum március 23-a volt, de a márciusi földrengés, szökőár és a fukusimai atomerőmű-baleset miatt később adták közre. A korong a 2011-es év harmadik legjobban fogyó albuma lett.
Eközben, április 10-étől a One Piece animében a Fight Together című dalát lehet hallani 2 perc 30 másodperces vágott verzióban. Július vége felé megkezdte a Namie Amuro: Live Style 2011 nevezetű turnéját, ahol összesen 32 állomáson lépett fel.
Július 27-én megjelent 35. kislemeze Naked/Fight Together/Tempest címmel. Míg a Naked című dalt a Kose Esprique kozmetikai márka reklámjaiban lehet hallani, míg a Tempest az azonos című japán drámában. A kislemez az Oricon lista második helyén végzett, és több, mint 100 000 példányt adtak el belőle.
Eközben a turnéjában két új dal fedezhető fel Higher és az arigatou. A Highert az új Coca Cola Zero reklámjában használták fel, de a televízióban sohasem sugározták. Az utóbbi dalt az új Kose Esprique kampányban használták fel acapella változatban.
36. kislemeze, a Sit! Stay! Wait! Down!/Love Story december hetedikén került a boltok polcaira. A kislemez mindkét dalát felhasználták a vatasi ga renai dekinai rijú című japán drámában, amiben Amuro is feltűnik egy kis időre. A RecoChoku heti dallistáján- a Love Story az első, míg a Sit! Stay! Wait! Down! a második helyet érte el. Később a RecoChoku havi rangsorolásán a Love Story az első, míg a Sit! Stay! Wait! Down! az ötödik helyet szerezte meg.
Ezután nem sokkal hivatalos oldalán bejelentették, hogy a Namie Amuro Live Style 2011 megjelenik DVD/Blu-ray formátumban is december 21-én, s a borítókat november 30-án leplezték le. November 16-án elindították Amuro hivatalos YouTube-csatornáját is, amelyet világszerte sok rajongó követ nyomon. 2011. december hetedikén nyitották meg Amuro első hivatalos Facebook-diókját, amelyet több, mint 1 millió 600 ezer rajongó követ.

### 2012: 20. évforduló
Január 21-én az énekesnő felvett egy új dalt Go Round címmel, amely márciusban megjelent 37. kislemezén, a Go Round/Yeah-Oh!-n foglalt helyet. Tizedik stúdióalbuma június 27-én került a boltokba Uncontrolled címmel. Az albumon négy új szám található és mindegyik új dal kapott videóklipet is. A korongból több, mint félmillió példányt adtak el, s ez lett az énekesnő 10. toplistás lemeze, és a 2012-es év 11. legkelendőbb albuma lett Japánban.
Szeptember 16-án egy speciális egyéjszakás koncerttel (Namie Amuro 20th Anniversary Live in Okinawa) ünnepelte volna 20. évfordulóját a zeneiparban, de a fellépés elmaradt a közelgő tájfun miatt. Az énekesnővel együtt körülbelül 27 ezer rajongó szomorodott el, hisz a koncertet nem tudták más időpontra átrakni, így nem volt más választása, mint lemondani. Az énekesnő azt nyilatkozta, hogy a 25. évfordulójára szeretne egy ugyanilyen egyéjszakás koncertet, ami az ő „bosszúja” lesz a tájfun ellen.
Október 31-én jelent meg ötödik digitális kislemeze Damage címmel, amit felhasználtak a Fly with the Gold című japán filmben. A dalhoz tartozó videóklipet december másodikán tették közzé.
November 24-én indult útjára 15 év után az énekesnő ötödik arénaturnéja Namie Amuro 5 Major Domes Tour 2012: 20th Anniversary Best címmel. A turnén körülbelül 340 ezer rajongója előtt lépett fel, ami már önmagában is rekordnak számít a női szólisták körében.

### 2013:Feelés aFeel Tour 2013turné
A 2013-as évet, a március hatodikán megjelent 38. kislemezével, a Big Boys Cry/Beautifullal nyitotta. A kislemez csak CD formátumban jelent meg, amire a 28. kislemeze, a White Light/Violet Sauce óta nem volt példa. Amuro karrierjében ez a legrosszabbul fogyó kislemeze.
2013. július 10-én jelent meg tizenegyedik stúdióalbuma Feel címmel a Dimension Point, az Avex Trax egyik leányvállalat kiadásában. A korongon helyet kapott a 38. kislemezének B-oldala, a Big Boys Cry (a Beautiful nem került az albumra), valamint május 19-én megjelent hatodik digitális kislemeze, a Contrail. A korong összesen hét teljesen angol dalt, valamint 6 videóklipet tartalmaz. A Feel első helyen szerepelt az Oricon-listán, és majdnem 400 ezer példány talált vevőre. A koronghoz egy turné is tartozott, melyet augusztus 16-án kezdett meg az énekesnő és december 23-án fejezett be a Namie Amuro Feel Tour 2013 keretei között.

### 2014:Balladaés aLive Style 2014turné
Namie ötödik válogatásalbuma, de első ballada-válogatása albuma június negyedikén jelent meg Ballada címmel. A korong az énekesnő 15 legnépszerűbb balladáját tartalmazza, amit a rajongók választottak ki, illetve a Contrail című dal ballada verziója is helyet kapott rajta. A DVD és a Blu-ray összesen 17 klipet tartalmaz, amelyek közül négy teljesen új: Can You Celebrate?, Sweet 19 Blues, HimAWArI és a Four Seasons, melyek közül előbbi kettőt újra fel is énekelt Amuro.
Az albumhoz természetesen kapcsolódik egy turné is, melyet augusztusban kezdett el Namie Amuro Live Style 2014 címmel, mely összesen 36 koncertből állt.

### 2015:Genic
Amuro 2015. április 8-án bejelentette, hogy tizenegyedik szólóalbuma Genic címmel fog megjelenni június 10-én. A kiadvány Amuro első a Vision Factory menedzsmentcégtől független lemeze. A Genic 14 új dalt és 5 új videóklipet tartalmaz, stílusa teljesen eltér a Feeltől.
A lemezt a 2015 szeptemberében indult Namie Amuro Livegenic 2015-2016 Tour koncertsorozat képében népszerűsítette.

## Hatása
Amuro az 1990-es évek közepétől Japán egyik legnépszerűbb énekese.

## Magánélete

### Házassága és terhessége
1997. október 22-én egy sajtótájékoztatón jelentette be eljegyzését Marujama Maszaharuval (a TRF frontembere) és, hogy három hónapos terhes. Amuro egy időre vissza is vonult, hogy teljes mértékben a családjára koncentrálhasson. Fia, Haruto (温大) 1998. május 18-án született meg 2690 grammal.

### Családi tragédia
1999. március 17-én anyját, Taira Emikót (平良恵美子) brutálisan meggyilkolta mostohanagybátyja, Taira Kendzsi. Emiko éppen a férjével sétált (második házassága, nem Namie édesapjával), amikor Kendzsi a párra támadt egy baltával. Mostohaapja túlélte a támadást, édesanyja a támadást követően a kórházban elhunyt. A támadó nem sokkal a bűncselekmény után öngyilkos lett.

### Válása
2000 januárjában beadta a válókeresetet kibékíthetetlen ellentétekre hivatkozva. Hivatalosan csak 2002 júliusában váltak el Sammel. A fia, Haruto nála maradhatott, és a volt férje megkapta a gyermeklátogatási jogot, a szülői teendőket megosztják egymással.

## Diszkográfia

### Stúdióalbumok
| #  | Cím                | Megjelenési dátum | Legjobb helyezések (JPN) | Eladások (JPN) |
| 1  | Dance Tracks Vol.1 | 16/10/1995        | 1                        | 1 865 000      |
| 2  | Sweet 19 Blues     | 22/07/1996        | 1                        | 3 700 000      |
| 3  | Concentration 20   | 24/07/1997        | 1                        | 1 930 000      |
| 4  | Genius 2000        | 26/01/2000        | 1                        | 803 000        |
| 5  | Break the Rules    | 20/12/2000        | 2                        | 335 000        |
| 6  | Style              | 10/12/2003        | 4                        | 222 000        |
| 7  | Queen of Hip-Pop   | 13/07/2005        | 2                        | 494 000        |
| 8  | Play               | 27/06/2007        | 1                        | 541 000        |
| 9  | Past<Future        | 16/12/2009        | 1                        | 600 000        |
| 10 | Uncontrolled       | 27/06/2012        | 1                        | 541 000        |
| 11 | Feel               | 10/07/2013        | 1                        | 393 000        |
| 12 | Genic              | 10/06/2015        | 1                        | 253 000        |

### Válogatásalbumok
| # | Cím                             | Megjelenési dátum | Legjobb helyezések (JPN) | Eladások (JPN) |
| 1 | Original Tracks Vol.1           | 30/09/1996        | 3                        | 419 000        |
| 2 | 181920                          | 28/01/1998        | 1                        | 2 000 000      |
| 3 | Love Enhanced Single Collection | 13/03/2002        | 3                        | 305 000        |
| 4 | Best Fiction                    | 30/07/2008        | 1                        | 1 553 000      |
| 5 | Checkmate!                      | 27/04/2011        | 1                        | 500 000        |
| 6 | Ballada                         | 04/06/2014        | 1                        | 500 000        |
| 7 | Finally                         | 08/11/2017        | 1                        | 2 550 000      |

### Kislemezek
| #  | Cím                                     | Megjelenési dátum | Legjobb helyezések (JPN) | Eladások (JPN) |
| 1  | Taiyou no SEASON                        | 26/04/1995        | 5                        | 611 000        |
| 2  | Stop the music                          | 24/07/1995        | 4                        | 528 000        |
| 3  | Body Feels EXIT                         | 25/10/1995        | 3                        | 882 000        |
| 4  | Chase the Chance                        | 04/12/1995        | 1                        | 1 362 000      |
| 5  | Don't wanna cry                         | 13/03/1996        | 1                        | 1 390 000      |
| 6  | You're my sunshine                      | 05/06/1996        | 1                        | 1 099 000      |
| 7  | SWEET 19 BLUES                          | 21/08/1996        | 2                        | 453 000        |
| 8  | a walk in the park                      | 27/11/1996        | 1                        | 1 067 000      |
| 9  | CAN YOU CELEBRATE?                      | 19/02/1997        | 1                        | 2 750 000      |
| 10 | How to be a Girl                        | 21/05/1997        | 1                        | 772 000        |
| 11 | Dreaming I was dreaming                 | 27/11/1997        | 1                        | 559 000        |
| 12 | I HAVE NEVER SEEN                       | 23/12/1998        | 1                        | 657 000        |
| 13 | RESPECT the POWER OF LOVE               | 17/03/1999        | 2                        | 492 000        |
| 14 | toi et moi                              | 07/07/1999        | 3                        | 272 000        |
| 15 | SOMETHING 'BOUT THE KISS                | 01/09/1999        | 3                        | 369 000        |
| 16 | LOVE 2000                               | 01/01/2000        | 4                        | 228 000        |
| 17 | NEVER END                               | 12/07/2000        | 2                        | 640 000        |
| 18 | PLEASE SMILE AGAIN                      | 04/10/2000        | 2                        | 217 000        |
| 19 | think of me/no more tears               | 24/01/2001        | 7                        | 113 000        |
| 20 | Say the word                            | 08/08/2001        | 3                        | 184 000        |
| 21 | I WILL                                  | 14/02/2002        | 7                        | 95 000         |
| 22 | Wishing On The Same Star                | 11/09/2002        | 2                        | 97 000         |
| 23 | shine more                              | 05/03/2003        | 8                        | 52 000         |
| 24 | Put 'Em Up                              | 16/07/2003        | 7                        | 41 000         |
| 25 | SO CRAZY/Come                           | 16/10/2003        | 8                        | 49 000         |
| 26 | ALARM                                   | 17/03/2004        | 11                       | 58 000         |
| 27 | ALL FOR YOU                             | 22/07/2004        | 6                        | 113 000        |
| 28 | GIRL TALK/the SPEED STAR                | 14/10/2004        | 2                        | 107 000        |
| 29 | WANT ME, WANT ME                        | 06/04/2005        | 2                        | 103 000        |
| 30 | White Light/Violet Sauce                | 16/11/2005        | 7                        | 73 000         |
| 31 | CAN'T SLEEP, CAN'T EAT, I'M SICK/Ningyo | 17/05/2006        | 2                        | 80 000         |
| 32 | Baby Don't Cry                          | 24/01/2007        | 3                        | 144 000        |
| 33 | FUNKY TOWN                              | 04/04/2007        | 3                        | 54 000         |
| 34 | 60s 70s 80s                             | 12/03/2008        | 1                        | 293 000        |
| 35 | WILD/Dr.                                | 18/03/2009        | 1                        | 119 000        |
| 36 | Break It/Get Myself Back                | 28/07/2010        | 3                        | 85 000         |
| 37 | NAKED/Fight Together/Tempest            | 27/07/2011        | 2                        | 101 000        |
| 38 | Sit! Stay! Wait! Down!/Love Story       | 07/12/2011        | 3                        | 162 000        |
| 39 | Go Round/YEAH-OH                        | 21/03/2012        | 4                        | 65 000         |
| 40 | Big Boys Cry/Beautiful                  | 06/03/2013        | 4                        | 32 000         |
| 41 | TSUKI                                   | 29/01/2014        | 3                        | 67 000         |
| 42 | BRIGHTER DAY                            | 12/11/2014        | 8                        | 53 000         |
| 43 | Red Carpet                              | 02/12/2015        | 2                        | 36 000         |
| 44 | Mint                                    | 18/05/2016        | 4                        | 46 000         |
| 45 | Hero                                    | 27/07/2016        | 6                        | 82 000         |
| 46 | Dear Diary/Fighter                      | 26/10/2016        | 3                        | 64 000         |
| 47 | Just You and I                          | 31/05/2017        | 6                        | 35 000         |

### Videóklipek
| #   | Cím                              | Év   |
| 1   | Mr USA                           | 1992 |
| 2   | Try Me ~Watashi o Shinjite~      | 1995 |
| 3   | Taiyō no Season                  | 1995 |
| 4   | Stop the Music                   | 1995 |
| 5   | Body Feels Exit                  | 1995 |
| 6   | Chase the Chance                 | 1995 |
| 7   | Don't Wanna Cry                  | 1996 |
| 8   | You're My Sunshine               | 1996 |
| 9   | Sweet 19 Blues                   | 1996 |
| 10  | A Walk in the Park               | 1996 |
| 11  | Can You Celebrate?               | 1997 |
| 12  | How to Be a Girl                 | 1997 |
| 13  | Dreaming I Was Dreaming          | 1997 |
| 14  | I Have Never Seen                | 1998 |
| 15  | Respect the Power of Love        | 1999 |
| 16  | Something 'bout the Kiss         | 1999 |
| 17  | Love 2000                        | 2000 |
| 18  | Never End                        | 2000 |
| 19  | Please Smile Again               | 2000 |
| 20  | Think of Me                      | 2001 |
| 21  | Say the Word                     | 2001 |
| 22  | I Will                           | 2002 |
| 23  | Wishing on the Same Star         | 2002 |
| 24  | Did U                            | 2002 |
| 25  | Shine More                       | 2003 |
| 26  | Put 'Em Up                       | 2003 |
| 27  | So Crazy                         | 2003 |
| 28  | Alarm                            | 2004 |
| 29  | All for You                      | 2004 |
| 30  | Girl Talk                        | 2004 |
| 31  | The Speed Star                   | 2004 |
| 32  | Want Me, Want Me                 | 2005 |
| 33  | WoWa                             | 2005 |
| 34  | White Light                      | 2005 |
| 35  | Can't Sleep, Can't Eat, I'm Sick | 2006 |
| 36  | Ningyo                           | 2006 |
| 37  | Baby Don't Cry                   | 2007 |
| 38  | Funky Town                       | 2007 |
| 39  | Hide and Seek                    | 2007 |
| 40  | Hello                            | 2007 |
| 41  | New Look                         | 2008 |
| 42  | Rock Steady                      | 2008 |
| 43  | What a Feeling                   | 2008 |
| 44  | Do Me More                       | 2008 |
| 45  | Sexy Girl                        | 2008 |
| 46  | Wild                             | 2009 |
| 47  | Dr.                              | 2009 |
| 48  | The Meaning of Us                | 2009 |
| 49  | Fast Car                         | 2009 |
| 50  | Love Game                        | 2009 |
| 51  | Defend Love                      | 2009 |
| 52  | Break It                         | 2010 |
| 53  | Get Myself Back                  | 2010 |
| 54  | Wonder Woman                     | 2011 |
| 55  | Make It Happen                   | 2011 |
| 56  | Unusual                          | 2011 |
| 57  | #1                               | 2011 |
| 58  | Naked                            | 2011 |
| 59  | Tempest                          | 2011 |
| 60  | Love Story                       | 2011 |
| 61  | Go Round                         | 2012 |
| 62  | Yeah-Oh!                         | 2012 |
| 63  | Only You                         | 2012 |
| 64  | Hot Girls                        | 2012 |
| 65  | Let's Go                         | 2012 |
| 66  | In the Spotlight (Tokyo)         | 2012 |
| 67  | Damage                           | 2012 |
| 68  | Big Boys Cry                     | 2013 |
| 69  | Contrail                         | 2013 |
| 70  | Hands on Me                      | 2013 |
| 71  | Heaven                           | 2013 |
| 72  | Let Me Let You Go                | 2013 |
| 73  | Alive                            | 2013 |
| 74  | Ballerina                        | 2013 |
| 75  | Neonlight Lipstick               | 2013 |
| 76  | Tsuki                            | 2014 |
| 77  | Four Seasons                     | 2014 |
| 78  | Himawari                         | 2014 |
| 79  | Can You Celebrate? (remake)      | 2014 |
| 80  | Sweet 19 Blues (remake)          | 2014 |
| 81  | Brighter Day                     | 2014 |
| 82  | Sweet Kisses                     | 2014 |
| 83  | Birthday                         | 2015 |
| 84  | Stranger                         | 2015 |
| 85  | Anything                         | 2015 |
| 86  | Fashionista                      | 2015 |
| 87  | Golden Touch                     | 2015 |
| 88  | B Who I Want 2 B                 | 2015 |
| 89  | Red Carpet                       | 2015 |
| 90  | Mint                             | 2016 |
| 91  | Hero                             | 2016 |
| 92  | Hero (NHK version)               | 2016 |
| 93  | Show Me What You've Got          | 2016 |
| 94  | Dear Diary                       | 2016 |
| 95  | Fighter                          | 2016 |
| 96  | Just You and I                   | 2017 |
| 97  | Christmas Wish                   | 2017 |
| 98  | In Two                           | 2017 |
| 99  | How Do You Feel Now?             | 2017 |
| 100 | Showtime                         | 2017 |
| 101 | Do It For Love                   | 2017 |
| 102 | Finally                          | 2017 |

### Anime hangok
- "toi et moi" – Végefőcím: Pokémon: Az első film – Mewtwo visszavág (1999)
- "Come" – A 7. végefőcím: InuYasha (2003)
- "Four Seasons" – Betétdal: InuYasha, a film 3. – A világhódítás kardjai (2003)
- "Fight Together" – A 14. főcímddal: One Piece (2011)
- "Black Make Up" – Betétdal: One Piece: A Nebulandiai Kaland (2015)
- "Hope" – A 20. főcímdal: One Piece (2017)

## Turnék

### Namie Amuro with Super Monkey’s
- 1995.07.16 – 1995.08.27.: Namie Amuro with Super Monkey’s Concert ’95
- 1995.12.27.: Namie Amuro with Super Monkey’s First Live in Okinawa ’95
- 1996.03.20 – 1996.05.19.: Mistio Presents Namie Amuro with Super Monkey’s Tour ’96
- 1996.08.27 – 1996.09.01.: Summer Presents ’96 Namie Amuro with Super Monkey’s

### Szóló
- 1997.03.23 – 1997.05.18.: Namie Amuro Tour 1997 A Walk In The Park
- 1997.07.26 – 1997.08.13.: Mistio Presents Namie Amuro Summer Stage Concentration 20
- 2000.03.20 – 2000.05.07.: Namie Amuro Tour Genius 2000
- 2001.03.18 – 2001.05.27.: Namie Amuro Tour 2001 Break The Rules
- 2001.10.17 – 2001.11.10.: Namie Amuro Tour AmR 01
- 2003.11.29 – 2004.05.15.: Namie Amuro So Crazy Tour Featuring Best Singles 2003-2004
- 2004.08.27 – 2004.09.20.: Namie Amuro Tour Fan Space '04
- 2005.09.01 – 2005.12.24.: Space Of Hip-Pop: Namie Amuro Tour 2005
- 2006.08.13 – 2006.11.23.: Namie Amuro Best Tour Live Style 2006
- 2007.08.18 – 2008.02.27.: Namie Amuro Play Tour 2007-2008
- 2008.10.25 – 2009.05.31.: Namie Amuro Best Fiction Tour 2008-2009
- 2010.04.03 – 2010.12.15.: Namie Amuro Past<Future Tour 2010
- 2011.07.30 – 2011.12.27.: Namie Amuro Live Style 2011
- 2012.11.24 – 2012.12.21.: Namie Amuro 5 Major Domes Tour 2012 ~20th Anniversary Best~
- 2013.02.23 – 2013.04.26.: Namie Amuro Asia Tour 2013
- 2013.08.16 – 2013.12.23.: Namie Amuro Feel Tour 2013
- 2014.08.22 – 2014.12.23.: Namie Amuro Live Style 2014
- 2015.09.05 – 2016.02.10.: Namie Amuro Livegenic 2015-2016
- 2016.08.19 – 2017.05.03.: Namie Amuro Live Style 2016-2017
- 2017.09.16 – 2017.09.17.: Namie Amuro 25th Anniversary Live in Okinawa
- 2018.02.17 – 2018.06.03.: Namie Amuro Final Tour 2018 ~Finally~
- 2018.03.17 – 2018.05.20.: Namie Amuro Final Tour 2018 ~Finally~ in Asia

## Fordítás
- Ez a szócikk részben vagy egészben  a   Namie Amuro című angol Wikipédia-szócikk fordításán alapul.  Az eredeti cikk szerkesztőit annak laptörténete sorolja fel. Ez a jelzés csupán a megfogalmazás eredetét és a szerzői jogokat jelzi, nem szolgál a cikkben szereplő információk forrásmegjelöléseként.